# Lynn Hill

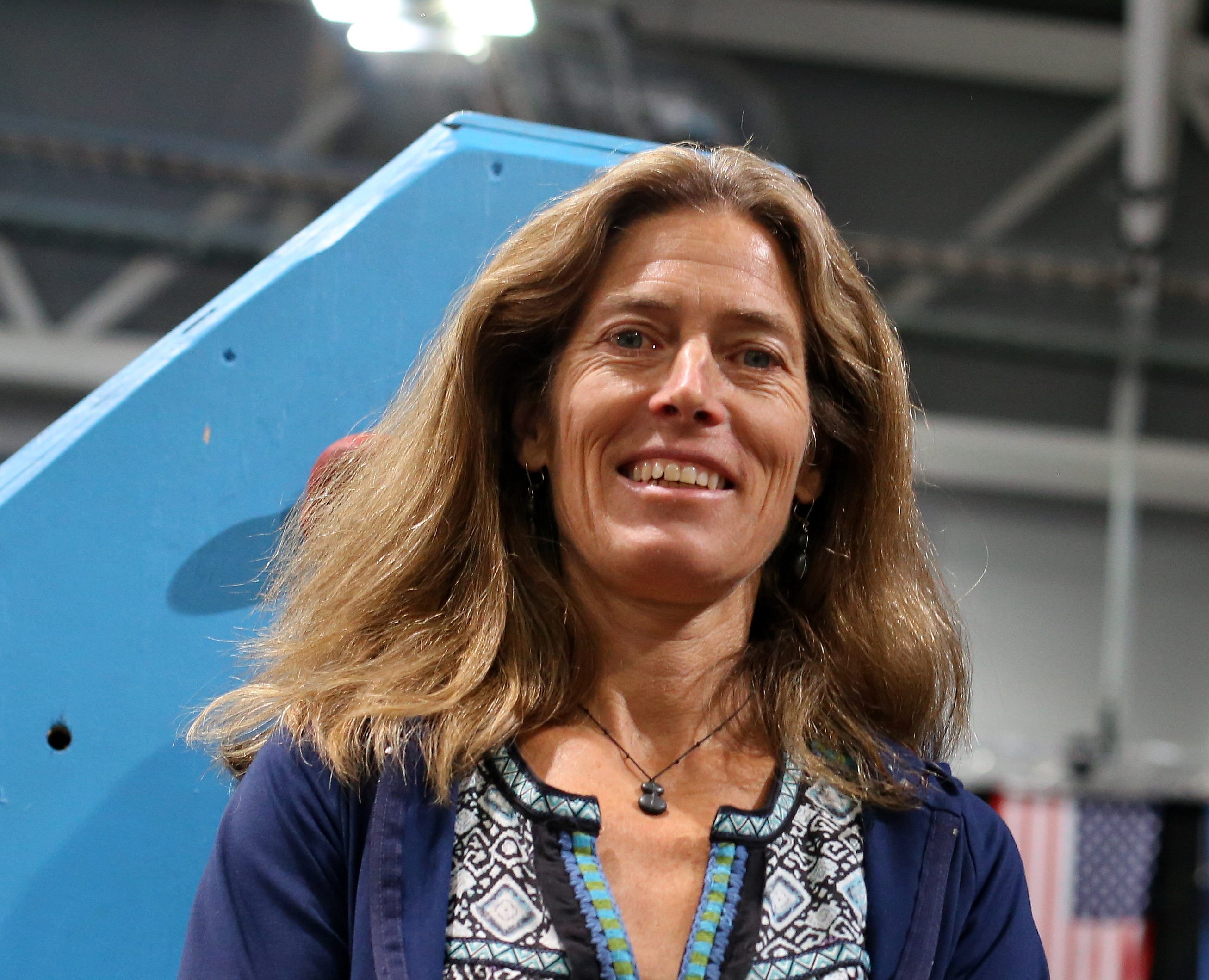
Lynn Hill in Stavanger (2015)

Lynn Hill (* 3. Januar 1961 in Detroit) ist eine US-amerikanische Kletterin. Berühmt wurde sie in den 1980er-Jahren, als sie zu den weltbesten Sportkletterern gehörte. Spätestens seitdem sie als erster Mensch die Route „The Nose“ am El Capitan im Yosemite-Nationalpark frei klettern konnte, zählt sie zu den besten und bekanntesten Sportkletterern.

## Leben
Ursprünglich aus Detroit, Michigan stammend, wuchs Lynn Hill im Süden Kaliforniens auf. Schon früh wurde klar, dass sie mit viel sportlichem Talent ausgestattet ist: mit sechs Jahren gewann sie Schwimmwettkämpfe, und ab einem Alter von neun Jahren war sie eine gute Kunstturnerin. Sie begann mit dem Klettern, als sie 14 Jahre alt war und zusammen mit ihrer Schwester und deren Verlobtem einen Kletterurlaub verbrachte. Während der 1980er Jahre wurde sie Teil der damaligen Kletterszene und konzentrierte sich hauptsächlich aufs Klettern in der Gegend des Camp Four im Yosemite Valley. Sie trat auch in zahlreichen Fernsehsendungen auf und war unter anderem eine Kandidatin für die TV-Show Survival of the Fittest.
Im Jahre 1979 meisterte Lynn Hill als erste Frau den Schwierigkeitsgrad 5.12+/5.13 in der Route Ophir Broke in Ophir in Colorado. 1984 gelang ihr die Erstbegehung der Route Yellow Crack (5.12 R//X onsight, das „R“ steht für „Run out“, das „X“ für ungesichert) in den Shawangunks (indianische Bezeichnung, sprich: Shongums). Von 1986 bis 1992 war sie eine der weltbesten Sportkletterinnen in Wettkämpfen: sie gewann über 30 internationale Titel, darunter waren fünf Siege beim prestigeträchtigen Arco Rock Master. Von den insgesamt 38 Wettkämpfen, die sie bestritt, konnte sie 26 gewinnen. 1991 setzte sie einen weiteren Meilenstein, mit einer Rotpunkt-Wiederholung der 8b+-Route Masse Critique in Cimai, Frankreich. Sie war damit die erste Frau, die den französischen Schwierigkeitsgrad 8b+ klettern konnte. 1992 gelang Hill mit Simon im Frankenjura die erste Frauenbegehung einer Route im Grad 10-, diese sogar im Flash. Kurz darauf machte sie noch Slimeline (10-), ebenfalls im Flash. Im Jahre 1998 gelang ihr auch die erste Frauenbegehung des Boulders Midnight Lightning.
Nachdem sie mit dem Wettkampfklettern aufgehört hatte, wandte sich Lynn Hill wieder dem traditionellen Felsklettern zu. Ihr gelang 1994 im Klettergebiet Verdonschlucht die erste freie onsight Begehung der 1986 von Cristophe Froifond eingerichteten 12-Seillängen Technoroute Mingus. Mitte September 1993 war sie schließlich, begleitet von ihrem Partner Brooke Sandahl, die erste Person überhaupt, welche die berühmte Route The Nose am El Capitan im Yosemite Valley frei kletterte. Ihren Erfolg kommentierte sie mit: "It goes, boys" (Das geht schon, Jungs). Ein Jahr später übertraf sie diese Leistung sogar noch, als sie als erste die gesamte Route in einem einzigen Tag bezwang, sie war am 19. September um 22:00 Uhr eingestiegen und erreichte den Gipfel am 20. September um 21:00 Uhr.
Lynn Hills ursprüngliche Bewertung für die Free Nose war 5.13b. Die freie Begehung der Nose sowie die freie Begehung in nur einem Tag blieben über zehn Jahre lang nach Lynn Hills Erstbegehung unwiederholt – trotz zahlreicher Versuche einiger der besten Bigwall-Kletterer der Welt. Aus diesem Grund schlugen einige Kletterer vor, den Schwierigkeitsgrad für diese Route auf mindestens 5.14a anzuheben, wodurch die beiden freien Begehungen der Nose von nun an definitiv zu den beeindruckendsten Errungenschaften der Klettergeschichte gehörten. Am 14. Oktober 2005 gelang es schließlich Tommy Caldwell und Beth Rodden, die Nose ebenfalls frei zu klettern, und am 16. Oktober 2005 kletterte Caldwell die Route in weniger als 12 Stunden.
1988 heiratete Lynn Hill ihren Seilpartner Russ Raffa. Am Hochzeitsfest seilten die beiden in Hochzeitskleidung über einem Felsen ab. Ihre Ehe endete 1991.
2002 erschien ihr autobiografisches Buch Climbing Free, das sie zusammen mit Greg Child verfasst hatte.
Am 14. April 2003 wurde Owen geboren, ein Sohn von Lynn Hill und ihrem Partner Brad Lynch.
2011 drehte sie den Dokumentarfilm Outside the Box, in dem sie zwei europäischen Spitzenklettererinnen der nächsten Generation, Juliane Wurm und Anna Stöhr, beim Rissklettern am Castleton Tower in Utah Erfahrungen als weiblicher Kletterstar der ersten Generation vermittelt.